# کارل پدرشن
کارل پدرشن (نروژی: Carl Pedersen; ۲۷ مارس ۱۸۹۱ – ۱۴ مهٔ ۱۹۶۴) بازیکن فوتبال اهل نروژ بود.
وی همچنین در تیم ملی فوتبال نروژ بازی کرده‌است.